# ГЕС Червоне море – Мертве море
ГЕС Червоне море — Мертве море (Red-Dead project) — проєктна гідроелектростанція у Йорданії, яка станом на 2018 рік наблизилась до стадії реалізації. Одна з небагатьох у світі, котрі повинні використовувати деривацію необмежених запасів морської води у басейни випаровування, що лежать нижче рівня світового океану.

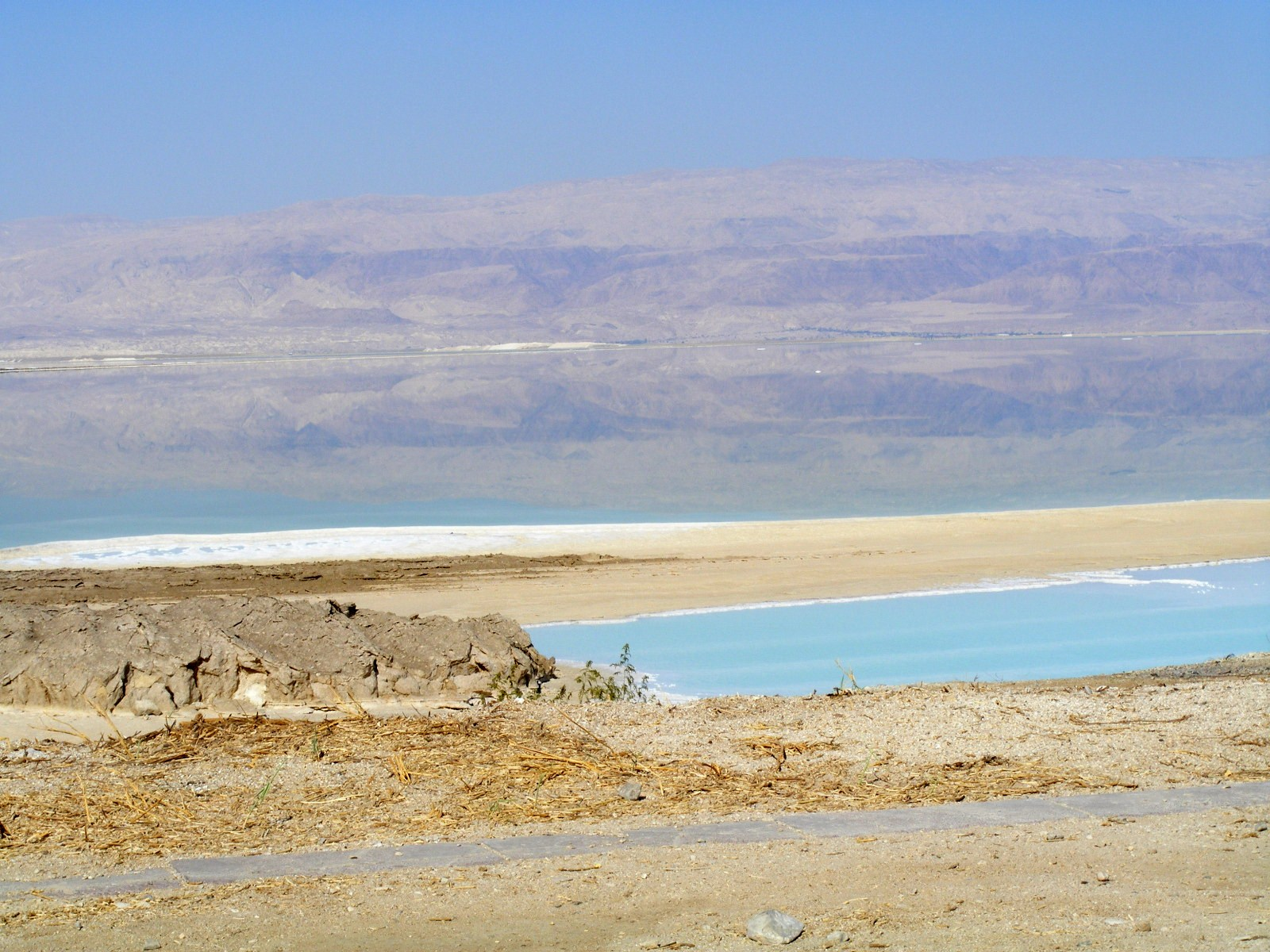
Мертве море

Розкол східної частини Африканської платформи призвів до появи Аравійської плити, відокремленої цілим рядом рифтів, і тому числі рифтом Мертвого моря. В останньому утворилась глибока депресія із розташованим у ній епонімним Мертвим морем. Розбір води на господарські потреби зі стікаючої сюди річки Йордан та інших потоків призвів до поступового висихання водойми, яка наразі має поверхню на позначці 425 метрів нижче від рівня океану. Врятувати Мертве море від остаточного зникнення може подача сюди морської води, при цьому завдяки великому перепаду висот буде вироблятись значний об'єм електроенергії, обмежений лише швидкістю звільнення нижнього б'єфу шляхом випаровування.
За йорданським проєктом в затоці Акаба на глибині 140 метрів відбуватиметься забір води в обсягах до 2 млрд м³ на рік, яка потім за допомогою насосної станції потужністю 229 МВт підніматиметься на висоту 273 метри. Це здійснюватиметься через прокладений на північ, в бік водорозділу з безсточним басейном Мертвого моря, тунель довжиною 25,5 км з діаметром 5,5 метра, який переходитиме у шість водоводів з діаметром 2,9 метра та довжиною по 66,5 км. Вони завершуватимуться у сховищі об'ємом 175 тис. м³, від якого далі прямуватимуть три водоводи діаметром по 3 метри та довжиною 50 км. Рух води в останніх забезпечуватиметься силою тяжіння.

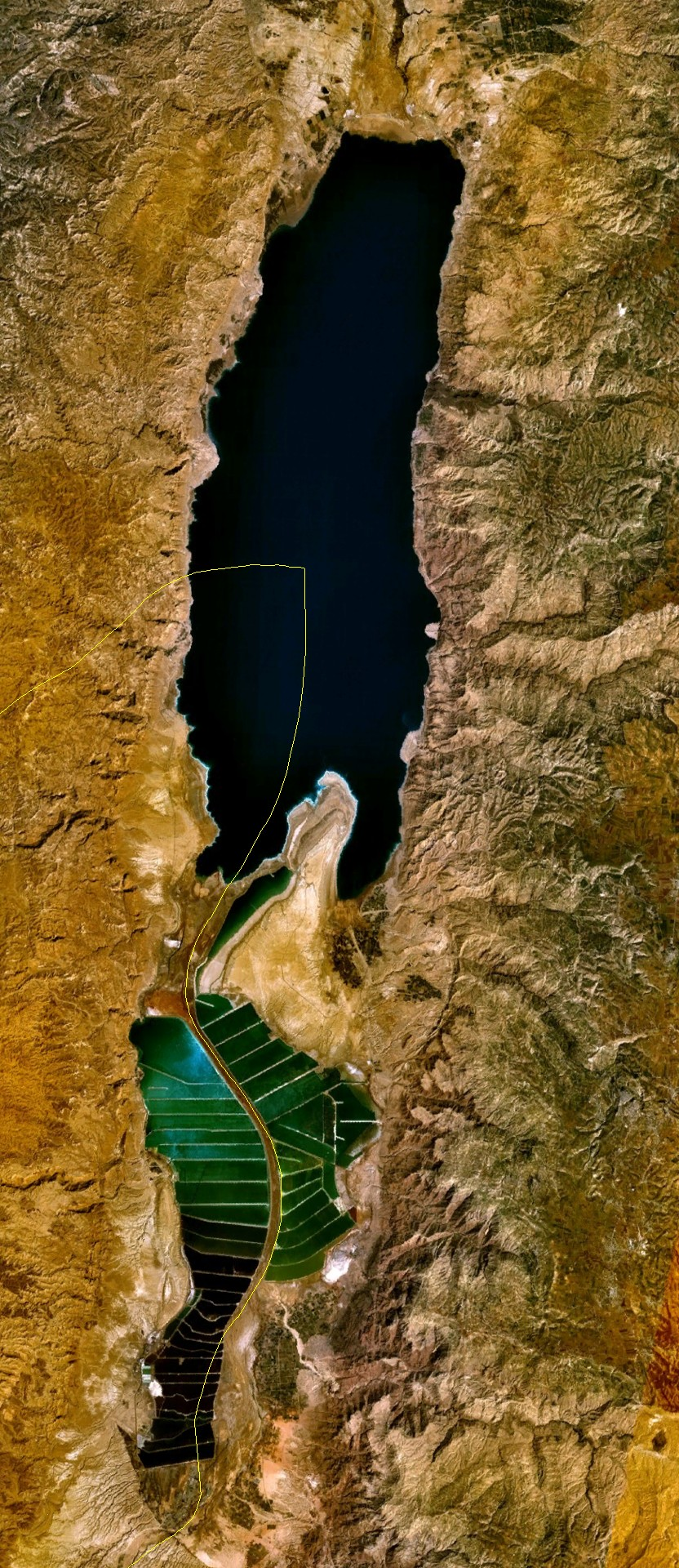
Вид з супутника на Мертве море та розташовані південніше поля випаровування

По завершенні гравітаційної ділянки розташовуватиметься перший уступ системи, на якому працюватиме машинний зал ГЕС потужністю 135 МВт. У цьому ж районі розташовуватиметься великий завод з опріснення води потужністю від 350 до 850 млн м³ на рік, основна частина продукції якого (від 230 до 560 млн м³) подаватиметься в район йорданської столиці Амману через водопровідну систему завдовжки 200 кілометрів.
Більша ж частина води з Червоного моря подаватиметься далі на північ по другій гравітаційній ділянці із трьох водоводів діаметром по 2,9 метра та довжиною по 32 км. По її завершенні на другому уступі системи працюватиме ще один машинний зал ГЕС з потужністю 116 МВт. Відпрацьована на ній вода по каналу довжиною 55 км подаватиметься до Мертвого моря минаючи розташовані південніше від нього поля випаровування, де видобувають всесвітньо відому сіль.
Можливо відзначити, що наразі в світі існує лише три проєкти подібних ГЕС, два з яких пов'язані з Мертвим морем (окрім йорданської, це ізраїльська ГЕС Середземне море – Мертве море), а всі три (включаючи еритрейську ГЕС Червоне море – Данакіль) — із зоною розломів, що певний час тому почала щепити східну частину Африки. Наразі найбільші шанси на спорудження має саме йорданська станція, хоча тут теж виникли певні ускладненням. Так, у 2017 році Ізраїль оголосив про можливий вихід із цього розрахованого на кофінансування проєкту через відмову Йорданії у дозволі на відновлення роботи ізраїльського посольства. При цьому Хашимітське королівство запевнило у своєму твердому намірі втілити проєкт в життя.